# (300180) 2006 WX42
(300180) 2006 WX42 es un asteroide perteneciente al cinturón de asteroides descubierto el 16 de noviembre de 2006 por el equipo del Spacewatch desde el Observatorio Nacional de Kitt Peak, Arizona, Estados Unidos.

## Designación y nombre
Designado provisionalmente como 2006 WX42.

## Características orbitales
2006 WX42 está situado a una distancia media del Sol de 3,175 ua, pudiendo alejarse hasta 3,549 ua y acercarse hasta 2,801 ua. Su excentricidad es 0,117 y la inclinación orbital 10,73 grados. Emplea 2066,91 días en completar una órbita alrededor del Sol.

## Características físicas
La magnitud absoluta de 2006 WX42 es 15,9. 